# Petricon
Petricon war eine kleine spanische Volumeneinheit für Flüssigkeiten, insbesondere für Wein und Branntwein, in Katalonien.
- 1 Petricon = 0,2355 Liter (= 0,2371 Liter nach [1])

Die Maßkette war 
- 1 Carga = 4 Barilons = 8 Mallals = 16 Cortans/Quartans = 32 Cortins/Quartins = 128 Mitadellas/Porrones = 512 Petricons = 120,56 Liter